# Jordan (povjesničar)
Jordan je bio povjesničar iz 6. stoljeća iz provincije Donje Mezije (današnja sjeverna Bugarska), koji je ostavio najviše pisanih tragova o povijesti Gota u vrijeme kada je bilo malo pisaca. Bio je alanskog podrijetla, a bio je u rodbinskim vezama i s ostrogotskom dinastijom Amala na čijem dvoru je bio zapisničar. Zatim je prešao u crkvenu službu i postao biskupom Krotona. Od tada se počeo baviti poviješću. Napisao je oko 551. godine djelo "De origine actibusque Getarum" (O podrijetlu i djelima Gota) u 12 knjiga. U tom djelu je sačuvana povijest Gota od Kasiodora, u njemu iznosi mnogo legendarnih elemenata. Drugo njegovo djelo je "O nasljeđivanju država i vremena", gdje opisuje povijest od stvaranja svijeta do 552. godine. Ovo djelo je nevješta kompilacija ranijih povjesničara Amijana Marcelina, Pavla Orosija i drugih.
Sve što danas znamo o Jordanu potječe iz nekoliko rečenica iz 50. poglavlja njegovog djela o Gotima.

## Vanjske poveznice
- Jordan, The Origins and Deeds of the Goths  Arhivirana inačica izvorne stranice od 24. travnja 2006. (Wayback Machine), translated by Charles C. Mierow. alternative.
- Jordanova djela na projektu Guthenberg
- Jordan, povijesna biblioteka